# Genealógiai Füzetek
A Genealógiai füzetek Kolozsváron megjelenő családtörténeti folyóirat volt. Címereket és leszármazási táblákat is közölt. Szerkesztette Sándor Imre és Köpeczi Sebestyén József. Összesen XII évfolyama jelent meg (Kolozsvár, 1903-1914). Főleg erdélyi családok történetével foglalkozott, genealógiai táblákkal, összeírásokkal, lustra-jegyzékekkel illusztrálva a családtörténeti cikkeket. Minden füzethez részletes névmutatót közölt.

## Forrás
- Berkes József:  Tájékoztató családtörténeti kutatásokhoz. mnl.gov.hu (Hozzáférés: 2021. január 22.)